# Otavaloa
Otavaloa is een geslacht van spinnen uit de familie trilspinnen (Pholcidae).

## Soorten
Het geslacht kent de volgende soorten:
- Otavaloa angotero Huber, 2000
- Otavaloa lisei Huber, 2000
- Otavaloa otanabe Huber, 2000
- Otavaloa pasco Huber, 2000
- Otavaloa piro Huber, 2000